# Michael Elliott (cercetător)
Michael Elliott (1924 - 2007) a fost un om de știință britanic, specialist în agricultură, cercetător la Institutul AFRC pentru studiul recoltelor (în original, AFRC Institute of Arable Crops Research) din Rothamsted, Marea Britanie.
În anul 1989, Michael Elliott a fost, alături de compatriotul său Peter M. Biggs, laureatul Premiului Wolf pentru agricultură.

### Motivarea acordării premiului
| “ | ... pentru remarcabile contribuții la bazele științifice și traducerea plină de succes în practică a acestora în domeniile sănății aniumalelor și a protecției recoltelor. | ” |

| “ | ... for distinguished contributions to basic science and its successful translation into practice in the fields of animal health and crop protection. | ” |